# Palazzo San Massimo (Orta di Atella)
Il Palazzo San Massimo (già Palazzo Migliaccio) è un edificio storico del comune italiano di Orta di Atella, in provincia di Caserta.

## Storia

### Storia
La storia del palazzo inizia all'incirca nei primi anni del XVIII secolo, quando la famiglia Migliaccio decise di erigere una nuova dimora al lato del terrapieno che circondava l'attuale chiesa di San Massimo, nel centro storico di Orta di Atella.
A seguito di alcune controversie con i proprietari del palazzo,i quali lamentavano che le acque delle pluviali tracimavano nel loro cortile,  monsignor Teutonico vescovo di Aversa, nel periodo che va dal 1936 al 1940, sistemò lo stato patrimoniale della parrocchia, rinunciando al passaggio di confine sul lato est della chiesa e ottenendo d’incanalare le pluviali del tetto della chiesa parrocchiale nel cortile del palazzo.
Nella sua storia il palazzo è stato oggetto di molti interventi a partire da metà '700 fino ad inizio '900.
Il 14 dicembre 2009 l'intero palazzo è stato acquistato dalla parrocchia e quindi sottoposto a un lungo restauro, concluso con l'inaugurazione il 12 gennaio 2020.

### Famiglia Migliaccio

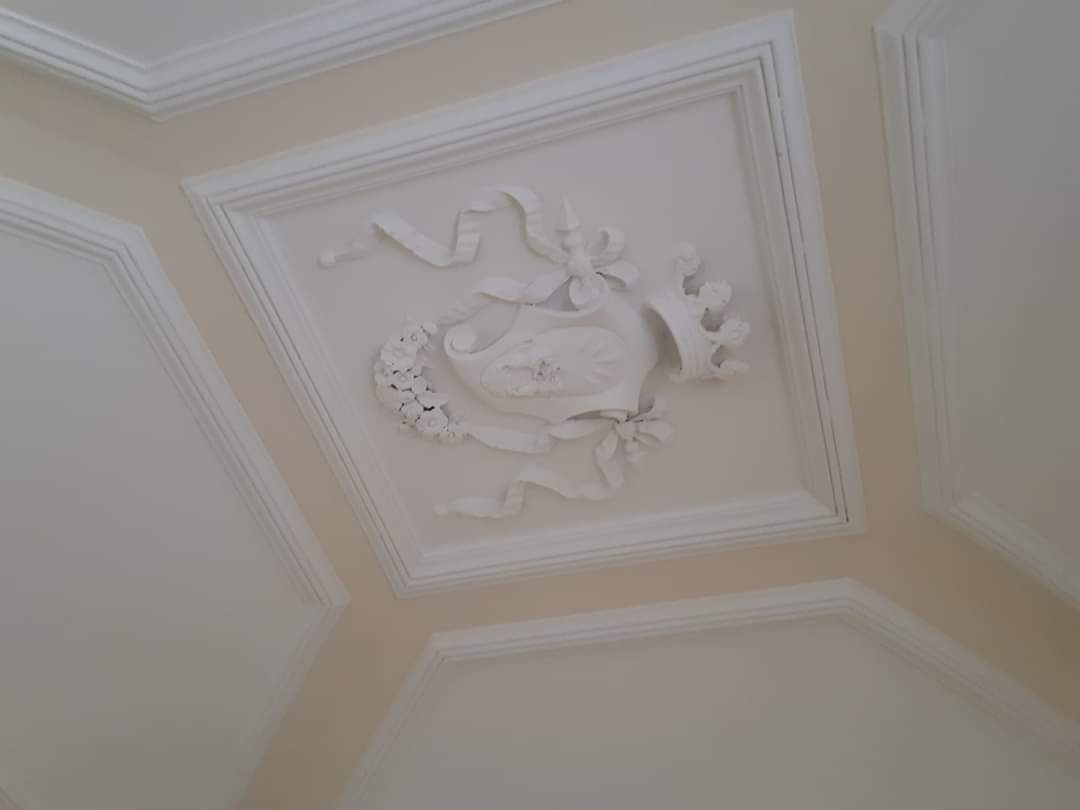
Stemma nobiliare della famiglia Migliaccio

Gli ex proprietari del Palazzo San Massimo discendono dalla famiglia dei Migliaccio napoletani, di cui si hanno traccia anche nelle vicine città napoletane di Mugnano di Napoli, Casandrino, Giugliano, Villaricca, Marano, Sant’Antimo e Qualiano. Con la Napoli del periodo aragonese, i Migliaccio divennero una grande ed importante famiglia dell'epoca ritrovando all’interno degli stessi nuclei familiari ricco borghesi, umili e semplici popolani. La famiglia Migliaccio ortese è stata molto nota per le loro aziende agrarie, specializzate nella coltivazione della canapa, che a partire dai primi del XX secolo, e ancora di più nel dopoguerra, sono state fondamentali per la ricrescita economica locale e di tutto il meridione. Tra le figure di spicco della famiglia ortese vi fu Pasquale Migliaccio, primo sindaco di Orta di Atella.

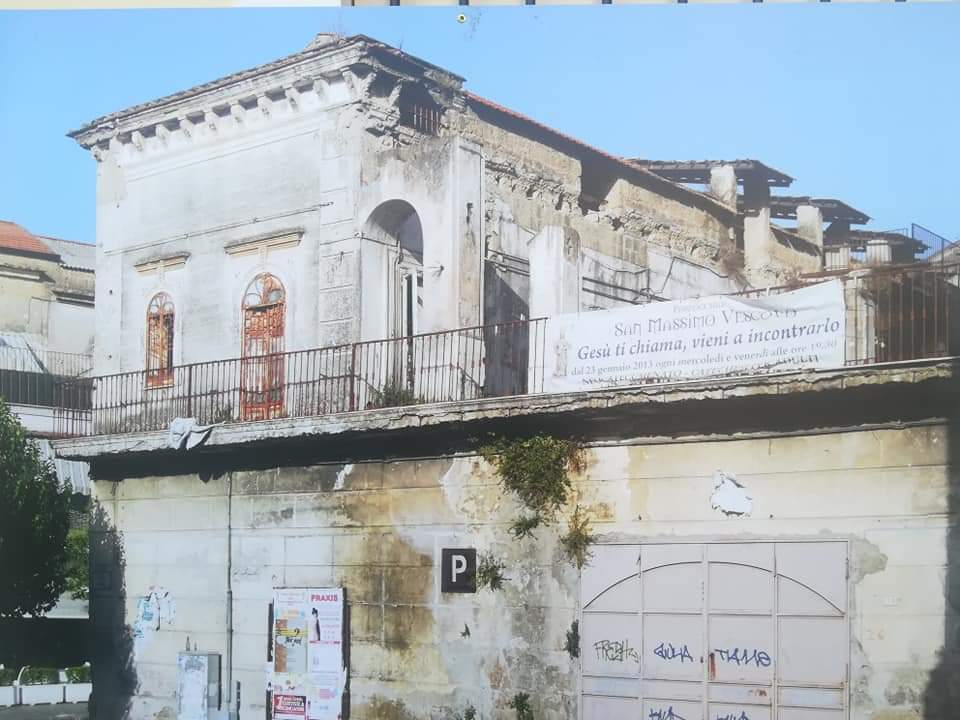
Ex Palazzo Migliaccio, prima del restauro, prospetto laterale

## Struttura

### Descrizione del fabbricato
All'inizio del XX secolo il palazzo venne ampliato in pianta ed anche in altezza, guadagnando maggiori volumi che oggi comprendono due piani più il sottotetto. Nell'Ottocento fu realizzata la scala in muratura con gradini in piperno e con riggiole maiolicate nei tre pianerottoli, che consente di accedere al primo piano, ridisegnato ed ampliato insieme alla vecchia corte interna. La facciata venne abbellita con intonaci in stile liberty dando così vita a nuove modulazioni a fasce orizzontali, lesene e capitelli su finti pilastri.

### Intervento di restauro e di riqualificazione
L'edificio, acquistato dalla comunità parrocchiale di Orta di Atella, è stato oggetto di un lungo restauro e di un impegnativo risanamento conservativo, rivolto a conservare il bene ed assicurarne la funzionalità mediante la realizzazione di opere strutturali nel rispetto degli elementi tipologici. Tali interventi hanno compreso il miglioramento strutturale e l'adeguamento funzionale, richiesti dalle esigenze del nuovo uso.

### Impatto del progetto nel contesto di zona
Considerato che l'edificio è collocato nel centro storico di Orta di Atella ed è situato in adiacenza con la Parrocchia di San Massimo Vescovo, per esso il progetto prevedeva di apportare esclusivamente miglioramenti dal punto di vista strutturale e funzionale, escludendo quindi qualsiasi intervento che potesse creare contrasto con l'ambiente circostante. Quindi lo scopo del progetto è stato riqualificare e restaurare la struttura, lasciando inalterati i prospetti lato-strada e procedendo al loro risanamento e restauro senza apportare modifiche del contesto architettonico circostante.

## Elementi caratteristici

### Balconi

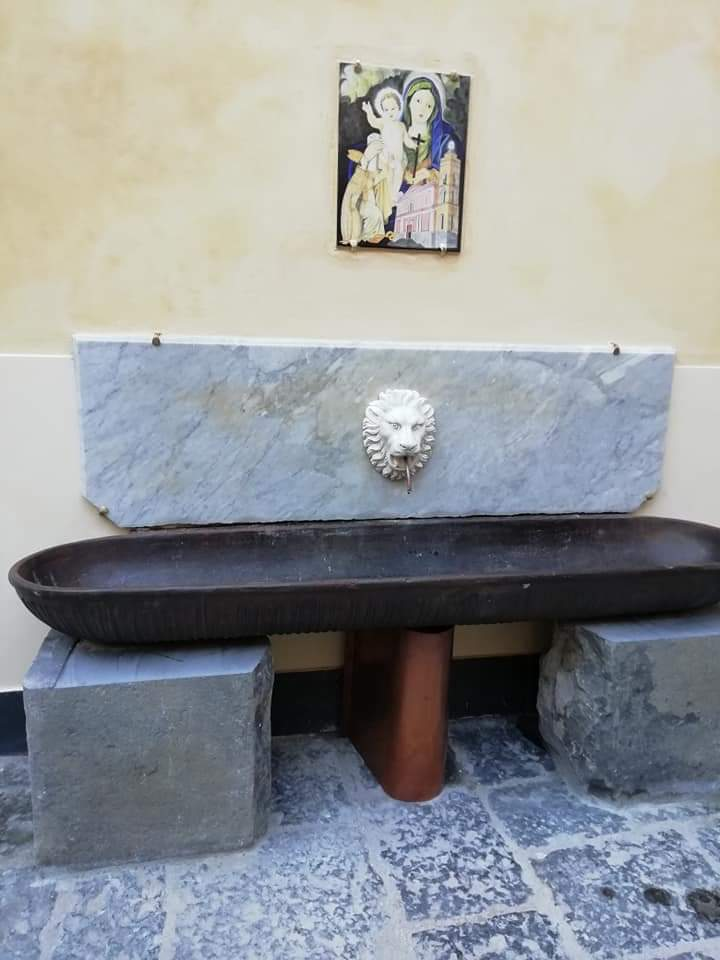
Fontana nel cortile di Palazzo San Massimo

I balconi settecenteschi di Palazzo San Massimo con la più recente riqualificazione hanno subito un notevole restauro. Per il restauro dei balconi si è proceduto mediante lo smontaggio dell’antica ringhiera in ferro battuto e successivo restauro. In seguito a verifica, consolidamento, restauro delle mensole (gattoni) in ghisa e con la sostituzione delle lastre di marmo, i balconi sono stati riportati al loro splendore sette/ottocentesco. La ringhiera, in ferro battuto, è priva di saldatura e unita con chiodi.

### Pavimento
Al primo piano è possibile camminare su un pavimento di fine ottocento/inizio novecento, anch'esso sottoposto ad un impegnativo intervento di restauro. L’intervento è consistito nel rilievo fotografico dell’antico pavimento, successivo smontaggio e catalogazione, consolidamento delle volte e rimontaggio del pavimento (riggiole).

### Stemma
All'interno del palazzo, al centro del soffitto, si trova lo stemma della famiglia, rappresentante 2 leoni rampanti (simbolo di nobiltà) con spighe di miglio sormontati da corona.

### Fontana
All'interno del cortile vi è una fontana ottenuta grazie all'assemblaggio della vasca in ghisa (XIX sec.) che serviva come abbeveratoio per i cavalli, una mensa di altare (XVIII sec.), un mascherone di Leone, opera contemporanea dei famosi marmisti Russo di Napoli , il tutto poggiati su basamenti di piperno.

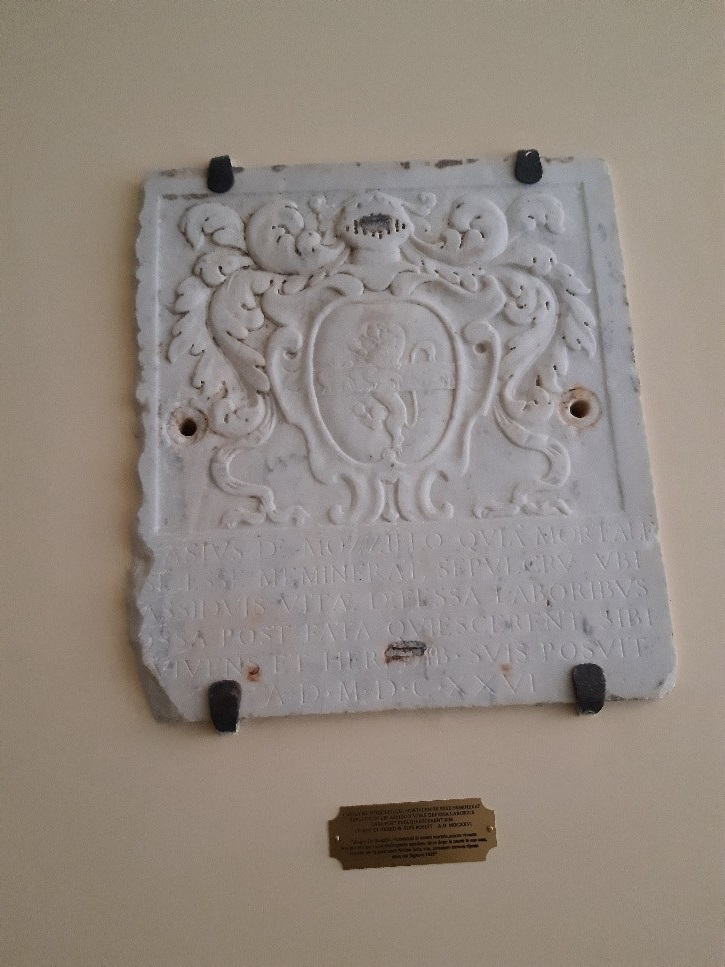
Lastra tombale di Biagio De Mozzillo

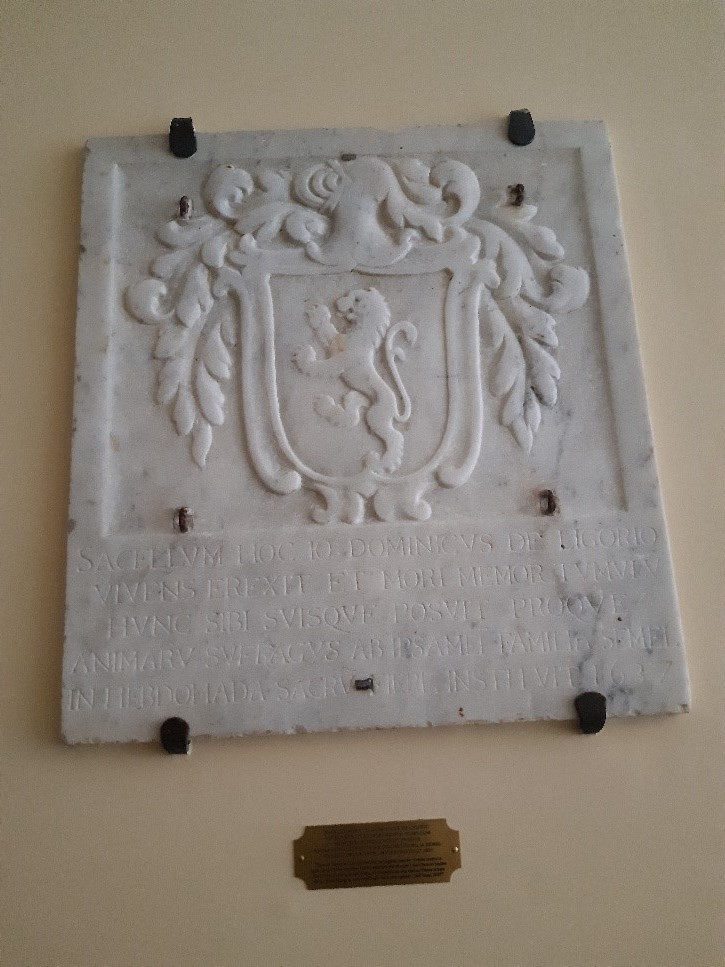
Lastra tombale di Domenico Liguori

## Lastre tombali
All'interno dell'androne del palazzo sono poste, sulle pareti laterali, delle lastre tombali di varie famiglie ortesi.

### Lastra tombale di Biagio De' Mozzillo
La lastra tombale di Biagio De Mozzillo, gia' posta sulla tomba di famiglia nell'antica cappella di Giuspatronato Mozzillo, dedicata a fine XIX secolo alla Madonna di Pompei, reca incisi lo stemma della famiglia Mozzilo, con un leone rampante e, sotto, la seguente scritta:
"(...)ASIUS DE MOZZILLO QUI MORTALEM SE ESSE MEMINERAT - SEPULCRUM UBI ASSIDUIS VITAE DEFESSA LABORIBUS - OSSA POST FATA QUIESCERENT SIBI - VIVENS ET HEREDIB. SUIS POSUIT – A.D. MDCXXVI"
Traduzione: “Biagio De Mozzillo, ricordatosi di essere mortale, ancora vivente fece per sé e per i suoi eredi questo sepolcro, dove dopo la morte le sue ossa, stanche per le estenuanti fatiche della vita, potessero trovare riposo”.

### Lastra tombale di Domenico Liguori
La lastra tombale di Domenico Liguori, recante lo stemma di famiglia con un leone rampante e, nella parte sottostante, la seguente scritta:
"SACELLUM HOC IO. DOMINICUS DE LIGORIO – VIVENS EREXIT ET MORI MEMOR TUMULUM - HUNC SIBI SUISQUE POSUIT PROQUE - ANIMARUM SUFFRAGYS AB IPSAMET FAMILIA SEMEL - IN HEBDOMADA SACRUM FIERI INSTITUIT 1637"
Traduzione: ”Questa cappella Gian Domenico Liguori, ancora vivente costruì e sapendo di (dover) morire, questo sepolcro per sé e per i suoi fece ed inoltre stabilì che, durante la settimana, vi si celebrasse una (santa) Messa a cura della stessa famiglia, per il suffragio delle loro anime - Nell’anno 1637”.

### Lastra tombale di Ambrogio Iovinella

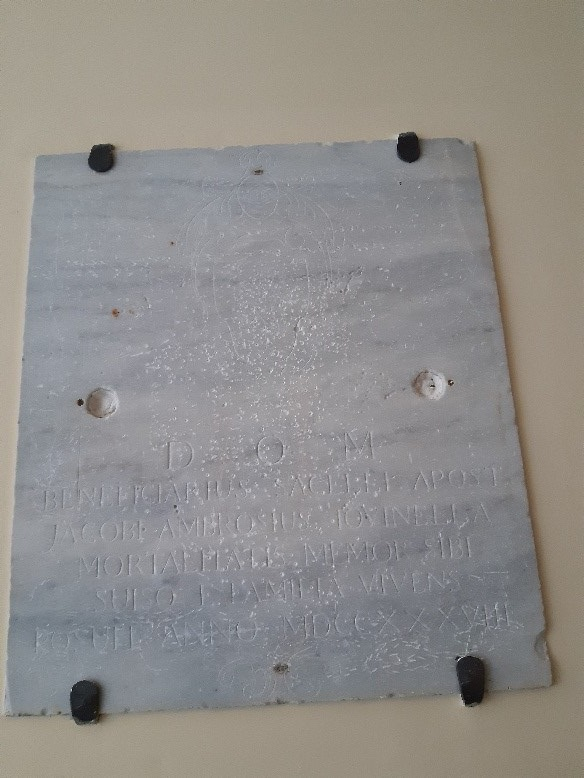
Lastra tombale di Ambrogio Iovinella

La lastra tombale di Ambrogio Iovinella, reca lo stemma di famiglia con un leone rampante e la seguente scritta:
”D.O.M. – BENEFICIARIUS SACELLI APOST- JACOBI AMBROSIUS JOVINELLA – MORTALITATIS MEMOR SIBI - SUISQUE E FAMILIA VIVENS - POSUIT ANNO MDCCXXXVIII“.
Traduzione: "A Dio, Buono e Grande Ambrogio Jovinella, beneficiario della cappella dell’Apostolo Giaco- mo, sapendo di dover morire, vivente pose per sé e per i suoi di famiglia (questo sepolcro) pose nell’anno 1738 “.

### Lastra tombale della famiglia De Tocco
La lastra tombale dell’illustre famiglia napoletana De Tocco, donata alla parrocchia di San Massimo Vescovo dalla famiglia ortese Perrotta, reca lo stemma nobiliare (uno scudo con incise le onde marine) e la seguente scritta:
“PRO MULIERIBUS DE TOCCO – ANNO DOMINI MDCXXV”.

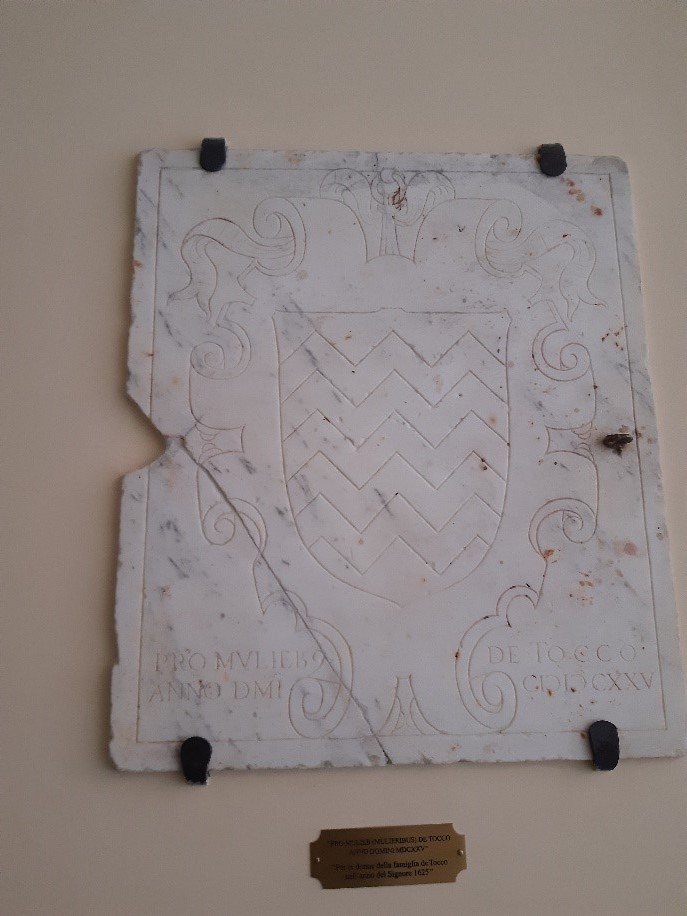
Lastra tombale della famiglia De Tocco

Traduzione : “Per le donne della famiglia De Tocco – nell'anno del Signore 1625”.
In origine la lapide copriva l'ingresso dell'ossario posto nella cappella di famiglia, situata all'interno del palazzo della famiglia De Tocco(delle Onde) nella "strada della barra", dove i De Tocco abitavano già dal XVI secolo. Nel loro palazzo, ancora nei primi decenni del XVII secolo, vivevano il chierico Don Selvaggio De Tuocco e la sua famiglia. Don Selvaggio, possedendo un terreno vicino all' ecclesia di San Donato Vescovo e Martire, prossima all'edicola campestre della Madonna degli Angeli, luoghi da lui gestiti e situati in "Orta piczola", qui volle iniziare la costruzione di un piccolo convento, fatto di tre bassi e di tre stanze. In seguito i lavori per la realizzazione del conventino furono sospesi e Don Selvaggio donò ai francescani Osservanti, nel 1643, l'intera area affinché vi potessero costruire un loro convento.

## Cosa vedere

### Terracotta maiolicata

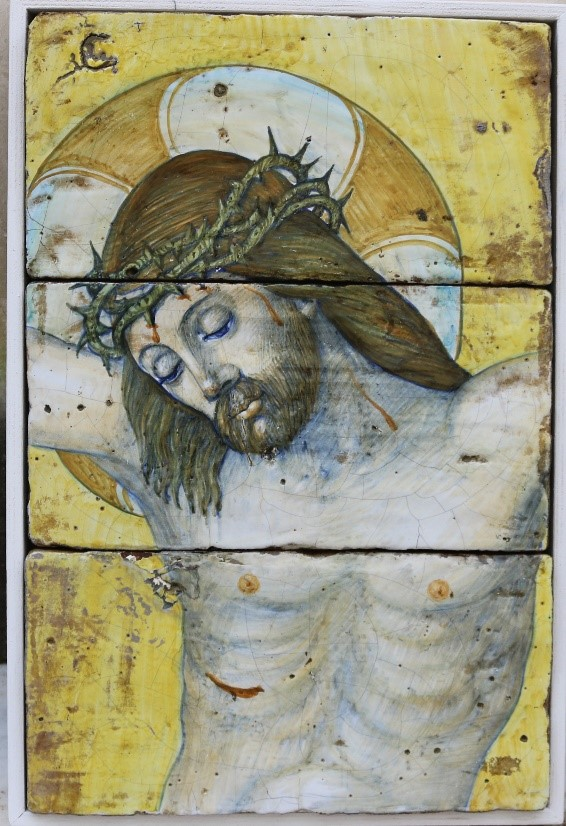
Terracotta maiolicata

Opera di una bottega napoletana del secolo XVIII, presenta tre piccole lastre con l'immagine dell'Ecce Homo (Ecco l'uomo), rappresentante Gesù. Misure cm 46x30.

### Dipinto
Il dipinto su pietra calcarea, realizzato con la tecnica dell'affresco, riproduce la Madonna delle Grazie. Esso è un manufatto del XVII secolo, donato nel 2016 da Greco Mariagrazia. Misure cm 69x53.

### Capitello
Il capitello del 1200, realizzato in marmo rosso di Verona, era situato all'interno della chiesa di San Massimo Vescovo.

### Terracotta maiolicata

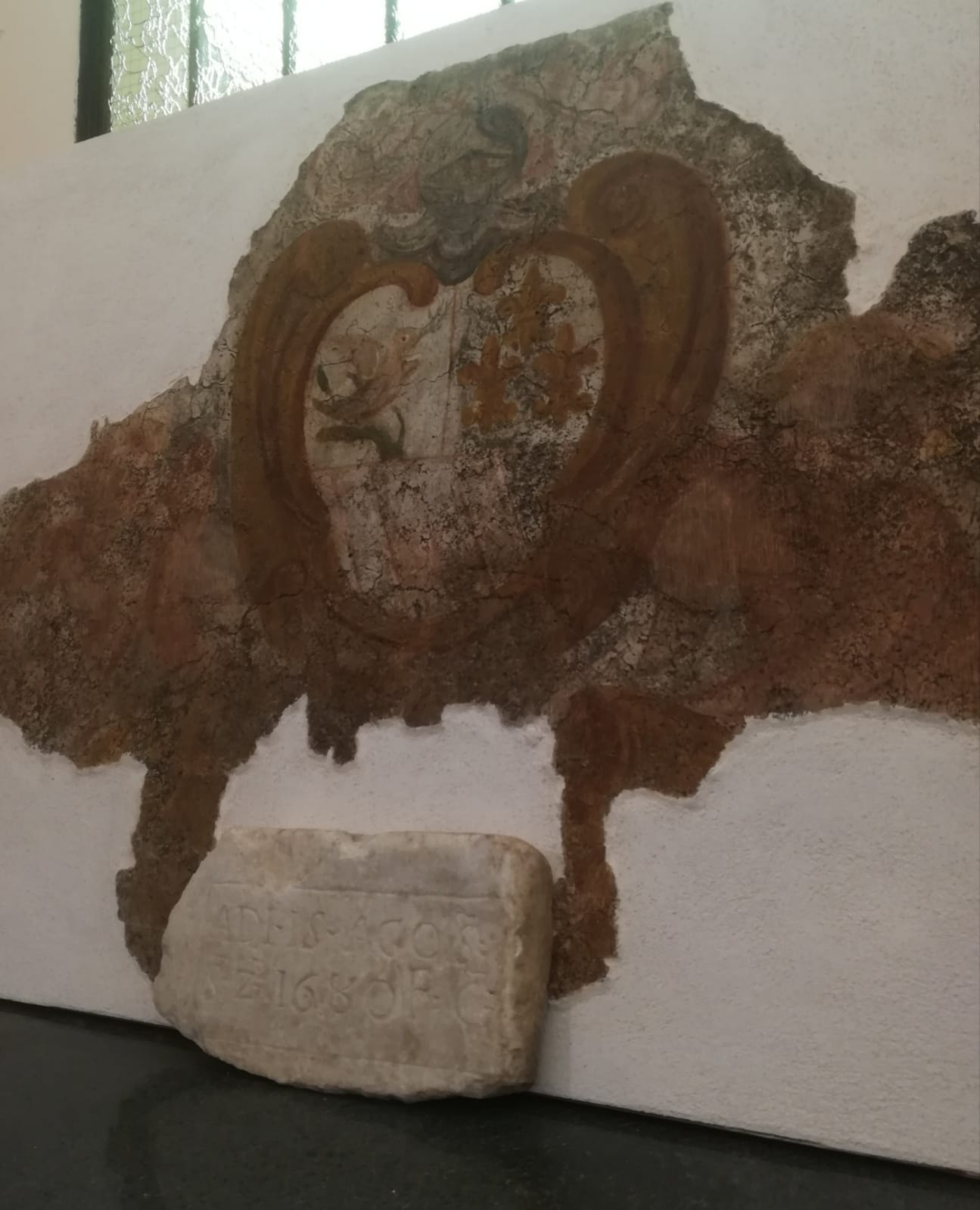
Opera d'arte situata nel palazzo San Massimo

Opera di un artista contemporaneo, rappresenta la Madonna della speranza con San Massimo inginocchiato che gli presenta la comunità rappresentata della chiesa parrocchiale.

### Altro
- Riccio d'altare del 1700;
- Base della Croce Santa, situata, in precedenza, nell'omonima località;
- Terrazza panoramica;
- Fondamenta della chiesa di San Massimo Vescovo.